# Włodzimierz Borowski

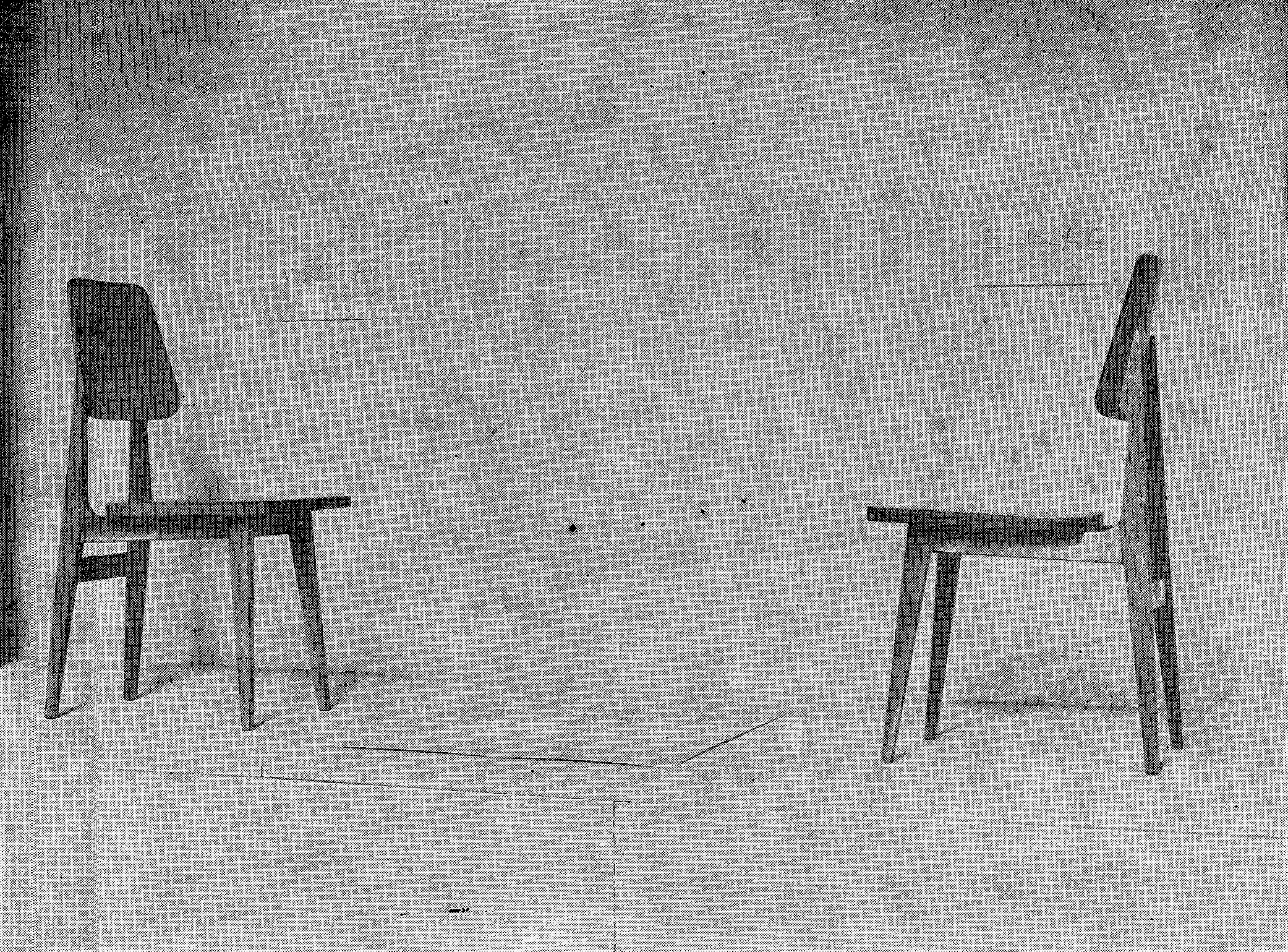
Włodzimierz Borowski, Dialog (projekt), 1970 (w ramach Sympozjum Plastycznego Wrocław ’70).

Włodzimierz Borowski (ur. 1930 w Kurowie koło Lublina, zm. 31 grudnia 2008 w Warszawie) – artysta malarz, twórca environment, happeningów i instalacji, konceptualista. Jeden z pionierów sztuki performance.
W latach 1952 – 55 studiował historię sztuki na KUL. Współtwórca lubelskiej grupy „Zamek”, działającej w latach 1956–1960, do której należeli również Tytus Dzieduszycki, Jan Ziemski i teoretyk sztuki Jerzy Ludwiński. W latach 1958 – 63 tworzył asamblaże – tzw. Artony z tworzyw sztucznych, śmieci, elementów organicznych, następnie od 1963 tzw. Manilusy (nazwa pochodziła od MANIfest LUStrzany) – były to asamblaże z luster, w których publiczność widziała swoje własne odbicia oraz z innych, przypadkowo zebranych przedmiotów. W 1966 zaczął tworzyć swoje pierwsze Pokazy Synkretyczne, dzięki którym stał się jednym z pionierów sztuki performance w Polsce. W 1967 roku wziął udział w Międzynarodowych Spotkaniach Artystów, Naukowców i Teoretyków Sztuki w Osiekach, gdzie wykonał akcję Zdjęcie kapelusza. Uczestnik Sympozjum Plastycznego Wrocław ’70.
Po 1980 roku uczestniczył w ruchu tzw. kultury niezależnej.

## Ważniejsze wystąpienia na żywo
- 1966 – I Pokaz Synkretyczny (Manifest Lustrzany), BWA Lublin.
- 1966 – II Pokaz Synkretyczny, Galeria Foksal, Warszawa.
- 1966 – III Pokaz Synkretyczny pt. Pakamera, akcja Formuła, IV Pokaz Synkretyczny pt. Ofiarowanie Pieca – I Ogólnopolskie Sympozjum Artystów i Naukowców w Puławach pt. Sztuka w zmieniającym się świecie.
- 1966 – V Pokaz Synkretyczny, Galeria Krzysztofory, Kraków.
- 1966 / 67 – Vl Pokaz Synkretyczny pt. Miejsce, Muzeum Sztuki Aktualnej, Wrocław.
- 1966 / 67 – VII Pokaz Synkretyczny pt. Zdjęcie kapelusza. Plener w Osiekach.
- 1968 – VIII Pokaz Synkretyczny pt. Uczulanie na kolor, Galeria „Od Nowa", Poznań.
- 1969 – 70 – antyhappening Fubki Tarb, Galeria Pod Moną Lizą, Wrocław.
- 1971 – IX Pokaz Synkretyczny pt. Zaproszenie, Galeria „A", Gniezno.
- 1988 – Basho – performance i instalacja wspólnie z Koji Kamoji, Galeria Rzeźby, Warszawa.
- 1994 – performance Rozbiór Etyczny, Przegląd Sztuki Polskiej IKONOPRESS, Zamek Książąt Pomorskich w Szczecinie.
- 1994 – performance Rozbiór Etyczny II, Galeria Stara, BWA Lublin[2].
- 1995 – performance W drugim miesiącu po Dniu Kruka (symultaniczne z wystąpieniem Janusza Bałdygi "Rzuty"), CSW Warszawa.
- 1995 – performance – obiekt Prawda, Spotkania Multimedialne "Sztuka Mediacji Energetycznych", BWA Katowice.
- 1995 – performance W trzecim miesiącu po Dniu Kruka, Galeria Moje Archiwum, Koszalin.
- 1995 – performance (i instalacja) Poemat pedagogiczny stołowy, Galeria Grodzka BWA Lublin (z udziałem Piotra Bikonta i Marii Mroczek).
- 1998 – performance Monsieur Butterfly, Galeria Działań, Warszawa[3].
- 2007 performance Nie na żywo (Artony) – VI Międzynarodowe Spotkania Sztuki KATOWICE 2007, BWA Katowice.

## Literatura
- Włodzimierz Borowski, "Ślady / Traces 1956 – 1995", red. Jarosław Kozłowski, Warszawa 1996, s. 116 – 120.
- M. Moskalewicz, Plastikowe Artony Włodzimierza Borowskiego, "Arteium Quaestiones" XIX, 2008.

## Literatura naukowa
- Jan Przyłuski, "Antyhappening. Czas przełomu, koniec awangardy i alternatywa", w: Jan Przyłuski, "Sztuka akcji", BGSW, Słupsk 2007.
- Jerzy Ludwiński, "Włodzimierza Borowskiego – tocząca się kula", w: Jerzy Ludwiński,"Epoka błękitu", Kraków 2003.
- Awangarda w plenerze: Osieki i Łazy 1963–1981. Polska awangarda II połowy XX wieku w kolekcji Muzeum w Koszalinie, wyd. Muzeum w Koszalinie, Koszalin 2008, ISBN 978-83-89463-07-4